# السفارة السعودية في لبنان
سفارة المملكة العربية السعودية في لبنان، هي بعثة دبلوماسية سعودية تقع في العاصمة بيروت ويترأس البعثة سفير خادم الحرمين الشريفين وليد بن عبد الله بخاري. العنوان: منطقة الحمرا شارع بلس بيروت.

## وصلات خارجية
- موقع سفارة المملكة العربية السعودية في لبنان
- وزارة الخارجية السعودية (بالعربية)
- Ministry of Foreign Affairs of Kingdom of Saudi Arabia (بالإنجليزية)